# Pops club de baseball

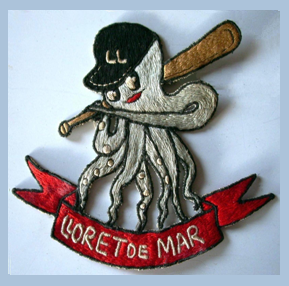
Badge du Pops, un pieuvre gris avec une batte de baseball.

Le Pops fut un club de baseball à Lloret de Mar, ville de la côte méditerranéenne de Catalogne située entre la frontière avec la France et la ville de Barcelone, dans la province de Gérone. Le mot "Pops" vient du mot Catalan pour "pieuvres". L'uniforme des joueurs était gris clair avec casquette noire.

## Histoire
À Lloret de Mar vivaient beaucoup d'immigrés revenus de la Cuba coloniale qui connaissaient bien le baseball, car dû à sa proximité aux États-Unis il y avait des joueurs de l'ile depuis 1864.
Les fondateurs du Pops furent Nasi Brugueras et Alex Colomer de Barcelone, avec le sponsor et président du club, Roque Romero, un agent de bourse né à Mendavia, Navarre. Roque Romero est resté président du club jusqu'à la fin et il a géré aussi la Fédération Catalane de Baseball pour quelques années.
Bien que très actif pendant l'époque dorée du baseball en Espagne (entre 1950 et 1965), le Pops n'a pas pu résister le changement de course massif du public espagnol vers le football. Les années 1970 voient le club disparaitre; un des seuls clubs qui ont survécu la débâcle du baseball en Espagne à l'époque a été le Club de baseball de Viladecans.

## Palmarès
- Champion de Catalogne en 1955